# برنارد پامفری
برنارد پامفری (انگلیسی: Bernard Pumfrey؛ مه ۱۸۷۳ – ۱۸ ژوئیهٔ ۱۹۳۰) بازیکن فوتبال اهل بریتانیا بود.
از باشگاه‌هایی که در آن بازی کرده‌است می‌توان به باشگاه فوتبال گینزبورو ترینیتی و باشگاه فوتبال بیرمنگام سیتی اشاره کرد.